# هوفاصور
الهوفاصور (الاسم العلمي:†Hovasaurus) هو جنس منقرض من الزواحف ثنائية الأقواس تنتمي إلى رتبة السوكيات الأصلية. عاشت في ما هو الآن مدغشقر خلال فترة البرمي المتأخر.